# K-51 Verkhotourié
Pour les articles homonymes, voir Verkhotourié (homonymie) et K51.
Le K-51 26 Syezda KPSS (en russe : К-51 « XXVI съезда КПСС »), puis K-51, puis K-51 Verkhotourié (en russe : К-51 « Верхотурье ») est un sous-marin nucléaire lanceur d'engins du Projet 667BDRM Delfin (code OTAN : classe Delta-IV) de la Flotte du Nord de la Marine soviétique puis de la Marine russe.

## Construction et lancement
Le 22 février 1981 le sous-marin est nommé K-51 26 Syezda KPSS, en l'honneur du 26e Congrès du Parti communiste de l'Union soviétique. Sa quille du sous-marin est posée le lendemain, 23 février, au chantier naval no 402 de la Sevmash à Severodvinsk. Le 21 mai, il est inscrit à la liste des navires de guerre de la Marine soviétique en tant que « croiseur sous-marin lance-missiles » (RPK).
Il est lancé le 7 mars 1984 ; le 12 juin la première divergence (mise en marche) de ses réacteurs nucléaires a lieu et il mène d'août à décembre des essais constructeurs et officiels en mer. Il entre en service dans la Marine soviétique le 24 décembre 1984.
Dans le cadre de ces essais en mer, il procède à plusieurs tirs de missiles : les 29 et 30 octobre il lance un missile par jour en plongée ; les 16, 17 et 30 novembre il lance trois nouveaux missiles en plongée, puis à nouveau le 19 décembre (2 missiles en plongée) et le 26 décembre (4 missiles en plongée).

## Service
Le 4 mars 1985, le K-51 26 Syezda KPSS est affecté à la 13e division de la 3e flottille de sous-marins de la flotte du Nord, stationnée dans la baie d'Olenia. En juin, il effectue sa première patrouille opérationnelle, et atteint à cette occasion le point de coordonnées 82° N. Le 26 juin, il procède au lancement de deux missiles en plongée.
En 1985 et 1986, le K-51 procède à des essais de recette du missile R-29RM Shtil. Le missile est adopté par la marine avec le système d'armes D-9RM en 1986. Du 28 août au 28 septembre 1986, il est en mission opérationnelle. Il monte jusqu'à la latitude 87° N pour y effectuer des essais de la centrale de navigation Shliouz.
Le 7 août 1987, il tire un missile en plongée. En septembre, en transit sous la banquise, il émerge au pôle Nord le 15 du même mois. Le 17 septembre, il lance deux missiles R-29RMU Sineva à portée minimale sur le polygone de Chija situé à l'extrémité de la péninsule de Kanine, mais des défauts sont constatés dans l'équipement de télémétrie. Le 28 novembre, il s'échoue à la sortie de Severodvinsk.
Du 15 février au 26 avril 1989, le K-51 26 Syezda KPSS est à nouveau en patrouille opérationnelle. Le 3 juin 1989, il est reclassé en tant que « croiseur sous-marin lance-missiles stratégique » (RPKSN), puis en tant que « croiseur sous-marin nucléaire stratégique » (APKSN) le 3 juin 1992. Le 11 juin 1992, il perd le nom de « 26 Syezda KPSS » et est désormais nommé K-51.
Du 1er mars 1993 au mois de novembre 1999, le K-51 est placé en IPER au chantiers navals SRZ Zvezdochka pour entretien et modernisation. Le 9 février 1999, le K-51 est renommé K-51 Verkhotourié en l'honneur de Verkhotourié, une ville de l'oblast de Sverdlovsk. En décembre 1999, il réussit les essais constructeur à sa sortie d'IPER,.
En mai 2000, le K-51 Verkhotourié rejoint sa base de la baie de Saïda, il est affecté à la 3e division de la 3e flottille de sous-marins de flotte du Nord. Le 5 juin 2001, il réussit un tir de missile en plongée depuis la mer de Barents en direction du polygone de Koura, sur la péninsule du Kamtchatka. En 2002, il reçoit le prix du Commandant-en-chef de la Marine pour la préparation missile.
Il est envoyé en patrouille opérationnelle au printemps 2003. En 2004, il est affecté à la 12e escadre de sous-marins stationnée dans la base navale de Gadjievo. En décembre 2008, il avait accompli huit patrouilles opérationnelles dont quatre sous la banquise et effectué 10 permanences opérationnelles et a lancé 17 missiles d'exercice.
Le 23 août 2010, le K-51 Verkhotourié arrive au chantier naval Zvezdochka pour IPER et refonte. Le 26 décembre transféré sur dock puis dans le hall no 15. Le 20 décembre 2011, la Marine russe annonce que sa sortie du hall de montage était prévue en mars, avec un retour au service actif au cours du second semestre 2012. Il est équipé à l'occasion de cette refonte d'une nouvelle version de la centrale de navigation Shliouz,.
Le 16 mars 2012, il sort du hall no 15, sa mise à l'eau est alors prévue pour la mi-avril et son retour en service pour novembre 2012. Le 22 novembre, il effectue sa première sortie en mer depuis sa refonte pour les essais constructeurs. Le 30 décembre, il réintègre le service actif pour une durée de 3 ans et demi.
Le 4 février 2013 regagne sa base de Gadjievo. En avril, il est photographié sur le dock PD-50 à Rosliakovo. En mai 2014, il est à nouveau photographié sur le dock PD-50 à Rosliakovo.

## Commandants
Premier équipage
- GI Rousakov (1982-1986)
- AI Sougakov (1986-1989)
- Iouri Zavyalov (1989-1992)
- SG Sianov (1992-1993)
- VN Rouchkine (1993)
- SK Smirnov (1993-1998)
- BI Dourtsev (1998 à avril 2000)
- MV Bannij (avril 2000 à avril 2003)
- SV Domnine (avril 2003-2010/2011)
- NN Tsiboulko (2010/2011-2013-201?)

Deuxième équipage
- Iouri Omeltchenko (1982-1989)
- EF Grine (1989-1993)